# Dur rzekomy
Dur rzekomy – choroba, która przebiega podobnie jak dur brzuszny, ale łagodniej, a powikłania występują bardzo rzadko. Wywoływana jest przez bakterie Salmonella Paratyphi. Rozpoznanie opiera się na badaniach serologicznych i bakteriologicznych. Leczenie i postępowanie jest takie samo jak w przypadku duru brzusznego.
W pewnych warunkach zakażenie bakteriami Salmonella enterica subsp. enterica Paratyphi C może przybrać formę groźnej epidemii. Prawdopodobnie było ono przyczyną epidemii (cocoliztli) w latach 1545–1550 w Ameryce Środkowej.